# シックス (企業)
株式会社シックスは、岡山県岡山市北区に本社のある、システムインテグレーターである。2012年3月1日に三洋コンピュータ株式会社より現社名に商号変更を行っている。三洋ホールディングスグループの関連会社であるが、三洋電機、三洋信販などとは無関係である。

## 概要
主に岡山県の製造業、流通業、サービス業、地方公共団体、医療機関、農業協同組合等にシステム・ソリューションの提供を行っている。また、「晴れの国ネット」の名称で岡山県の地域インターネットサービスプロバイダ事業を行っている。

## 沿革
- 1972年（昭和47年）2月 - 三洋本社を設立。
- 1983年（昭和58年） - 三洋コンピュータサービスに改称。
- 1989年（平成元年）4月 - 三洋コンピュータに改称。
- 1995年（平成7年）9月 - インターネットサービスプロバイダ事業を開始。
- 2000年（平成12年）7月 - ネットワーク事業部（インターネットサービスプロバイダ事業を含む）をシックスとして分社。
- 2005年（平成17年）5月1日 - シックスがファルコンシステムコンサルティングに営業譲渡、同社の岡山支店となる。
- 2007年（平成19年）2月1日 - ファルコンシステムコンサルティング岡山支店を営業譲受。
- 2012年（平成24年）3月1日 - 一部事業譲渡
- 2012年（平成24年）3月1日 - 株式会社シックスに改称。

## 事業所
- 岡山本社
岡山県岡山市北区中山下1-10-10 新田ビル3階

## ISP事業
岡山県の地域インターネットサービスプロバイダとしても活動している。ブランド名は「晴れの国ネット」。岡山県の地域インターネットサービスプロバイダでは老舗的存在である。

## 関連会社
- 三洋ホールディングス